# Đoàn Nghiệp
Đoàn Nghiệp (giản thể: 段业; phồn thể: 段業; bính âm: Duàn Yè) (?-401) là vua đầu tiên của nước Bắc Lương trong lịch sử Trung Quốc. Ông là người Hán, và nguyên là một thái thú của Hậu Lương, nhưng sau khi các tướng Hung Nô là Thư Cừ Mông Tốn và Thư Cừ Nam Thành (沮渠男成) nổi loạn chống lại Hậu Lượng, Thư Cừ Nam Thành đã thuyết phục Đoàn Nghiệp chấp thuận vai trò lãnh đạo của cuộc nổi loạn. Dưới thời ông cai trị, gia tộc Thư Cừ trở nên rất hùng mạnh và cuối cùng vào năm 401, sau khi Đoàn Nghiệp bị Thư Cừ Mông Tốn lừa ra lệnh xử tử Thư Cừ Nam Thành, Thư Cừ Mông Tốn đã sử dụng điều này như một cái cớ để tiến hành chính biến chống lại Đoàn Nghiệp, giết chết ông và lên ngôi vua. Đoàn Nghiệp được mô tả là có lòng tốt song là một người cai trị yếu đuối và đã không thể giữ các thần dân xửa mình trong vòng kiểm soát, và ông quá tin tưởng vào pháp thuật.

## Trước khi lên ngôi
Các tài liệu lịch sử không nói nhiều về cuộc sống của Đoàn Nghiệp trước năm 397. Ông đến từ quận Kinh Triệu (京兆, gần tương ứng với Tây An, Thiểm Tây ngày nay), và có thể là một quan cấp thấp mà Tiền Tần cử đến Lương Châu (涼州, nay là trung bộ và tây bộ Cam Túc) sau khi chinh phục Tiền Lương vào năm 376. Vợ con ông vẫn ở tại Kinh Triệu.
Năm 388, ông là một viên quan của nước Hậu Lương dưới sự cai trị của Lã Quang. Trong một bữa tiệc, Lã Quang và các quan lại của mình đang thảo luận về việc quản trị của ông ta, khi đó Đoàn Nghiệp nói với Lã Quang rằng ông ta đã quá khắc nghiệt trong việc ứng dụng các điều luật. Lã Quang trích dẫn ví dụ của các pháp gia Ngô Khởi và Thương Ưởng để bảo vệ cho hành động của mình. Tuy vậy, Đoàn Nghiệp lại chỉ ra rằng cả Ngô Khởi và Thương Ưởng đều đã chết do việc thực thi luật pháp một cách khắc nghiệt như vậy, và rằng những gì mà Lã Quang làm là không đúng với mong muốn của người dân. Lã Quang đã trọng thể tạ lỗi.
Năm 397, Lã Quang lúc này đã xưng đế, phải đối mặt với một cuộc nổi loạn của Thư Cừ Mông Tốn và Thư Cừ Nam Thành sau khi tin vào các cáo buộc sai trái và cho giết các thúc bá của họ là Thư Cừ La Cừu (沮渠羅仇) và Thư Cừ Khúc Chúc (沮渠麴粥), Đoàn Nghiệp khi đó là thái thú của quận Khiến Khang (建康, nay thuộc Trương Dịch, Cam Túc). Thư Cừ Nam Thành cho quân bao vây Kiến Khang, song lại cử sứ giả đến cố thuyết phục Đoàn Nghiệp rằng chế độ Hậu Lương đã trờ nên tham nhũng đến nỗi gần như bị phá hủy, và rằng với tài nghệ của Đoàn Nghiệp, ông nên trở thành một lãnh đạo. Đoàn Nghiệp ban đầu từ chối, song sau 20 ngày bị bao vây mà không có viện trợ nào đến từ kinh thành Cô Tang (姑臧, nay thuộc Vũ Uy, Cam Túc). Các quân sư của Đoàn Nghiệp đã đề xuất rằng ông nên chấp thuận đề nghị của Thư Cừ Nam Thành. Bản thân Đoàn Nghiệp cũng e ngại các quan của Lã Quang là Phòng Quỹ (房晷) và Vương Tường (王詳) vì vốn đã có tư thù, cuối cùng ông cũng đã chấp thuận yêu cầu. Ông lấy tước hiệu là Kiến Khang công và cải niên hiệu, có nghĩa là tuyên bố độc lập khỏi Hậu Lương và lập nên nước Bắc Lương. Ông giao phó các công việc quan trọng nhất của đất nước cho Thư Cừ Nam Thành.

## Trị vì
Con trai của Lã Quang là Lã Toản ngay sau đó đã dẫn quân đến đánh Kiến Khang, song không thể chiếm được thành. Ngay sau đó, do pháp sư Quách Nôn (郭黁) nổi loạn ở Cô Tang, Lã Toản đã rút khỏi Kiến Khang, khiến cho đất nước non trẻ của Đoàn Nghiệp vẫn có thể tồn tại.
Năm 398, Doãn Nghiệp cử Thư Cừ Mông Tốn đi đánh Tây quận (西郡), nay thuộc Trương Dịch, Cam Túc), và Thư Cừ Mông Tốn đã chiếm được quận này và bắt được thái thú Lã Chuẩn (呂純, cháu trai của Lã Quang). Ngay sau đó, các quận Tửu Tuyền (酒泉, gần tương ứng với Tửu Tuyền, Cam Túc ngày nay) và Đông Hoàng (敦煌, gần tương ứng với Đôn Hoàng, Cam Túc ngày nay) cũng đã chịu khuất phục, cho phép Bắc lương chiếm được một phần lớn lãnh thổ Hậu Lương trước đó. Con trai của Lã Quang là Lã Hoằng (呂弘) sau đó cũng rút lui khỏi Trương Dịch (張掖, nay thuộc Trương Dịch), và Đoàn Nghiệp đã cho dời đô từ Kiến Khang đến Trương Dịch để tạo sức ép lớn hơn với Hậu Lương. Ông đuổi theo Lã Hoằng để cố tấn công người này, chống lại lời khuyên của Thư Cừ Mông Tốn là không nên làm vậy, và đã bị Lã Hoằng đánh bại, song nhờ có Thư Cừ Mông Tốn nên quân của ông không bị hủy diệt.
Năm 399, Đoàn Nghiệp xưng là Lương vương. Ông phong cho Thư Cừ Mông Tốn và Lương Trung Dong (梁中庸) làm các trọng thần.
Vào mùa hè năm 399, Lã Toản và thế tử Lã Thiệu cùng đi đánh Bắc Lương. Đoàn Nghiệp đã phải tìm kiếm sự trợ giúp từ vua Thốc Phát Ô Cô của Nam Lương, và Thốc Phát Ô Cô đã cử em trai Thốc Phát Lợi Lộc Cô và tướng Dương Quỹ (楊軌) đi giúp ông. Đoàn Nghiệp cùng với sự giúp sức của Nam Lương, đã tiến hành một cuộc phản công chống lại quân Hậu Lương, song Thư Cừ Mông Tốn đã thuyết phục ông rằng làm như vậy sẽ tạo điều kiện cho Nam Lương mở một cuộc tấn công bất ngờ, vì vậy Đoàn Nghiệp chỉ phòng ngự, và Lã Thiệu cùng Lã Toản đã buộc phải rút lui.
Vào mùa hè năm 400, Lã Toản (lúc này đã là hoàng đế Hậu Lương) đã tiến hành một chiến dịch chống lại Bắc Lương, bao vây kinh đô Trương Dịch. Tuy nhiên, tướng Thốc Phát Nục Đàn của Nam Lương khi đó lại đến tấn công kinh thành Cô Tang của Hậu Lương, buộc Lã Toản phải rút lui.
Cũng trong năm 400, Đoàn Nghiệp đã mất đi một phần lớn lãnh thổ của mình. Thái thú của quận Đôn Hoàng là Mạnh Mẫn (孟敏) đã chết vào năm đó, các quan ở quận Đôn Hoàng đã ủng hộ Lý Cảo, một quan huyện, lên kế nhiệm. Đoàn Nghiệp ban đầu chấp thuận, song sau đó lại được Sách Tự (索嗣) cảnh báo rằng Lý Cảo có những tham vọng lớn và không nên cho phép ông ta lưu lại Đôn Hoàng. Đoàn Nghiệp vì thế đã cử Sách Tự đến làm thái thú Đôn Hoàng. Lý Cảo đã tiến hành một cuộc tấn công bất ngờ Sách Tự và đánh bại ông ta, và sau đó lại yêu cầu Đoàn Nghiệp xử tử Sách Tự. Theo lời khuyên của Thư Cừ Nam Thành (người này không ưa Sách Tự), Đoàn Nghiệp đã xử tử Sách Tự và tạ lỗi với Lý Cảo, và Lý Cảo trong một thời gian ngắn sau vẫn tiếp tục phục tùng. Tuy nhiên, đến cuối năm 400, Lý Cảo cùng với Đường Dao (唐瑤), đã ly khai cùng với sáu quận và lập nên nước Tây Lương, Lý Cảo sau đó đã nhanh chóng chiếm được các vùng nay là tây bộ Cam Túc và phía đông Tân Cương.
Năm 401, Đoàn Nghiệp lo sợ về khả năng quân sự của Thư Cừ Mông Tốn nên đã giáng chức và thay thế ông ta bằng Mã Quyền (馬權), song ngay sau đó ông lại tin vào lời vu cáo của Thư Cừ Mông Tốn và cho xử tử Mã Quyền. Thư Cừ Mông Tốn sau đó đề xuất với Thư Cừ Nam Thành về việc giết chết Đoàn Nghiệp và đưa Thư Cừ Nam Thành lên thay thế, ông ta giải thích rằng Đoàn Nghiệp thiếu óc phán đoán và khả năng quản lý và rằng nay Sách và Mã đã chết, nên sẽ không ai phản đối họ nếu họ chống lại Đoàn Nghiệp. Thư Cừ Nam Thành từ chối, nói rằng hành động đó là không đúng.
Thư Cừ Mông Tốn sau đó đặt bẫy cả Thư Cừ Nam Thành và Đoàn Nghiệp. Ông ta định ra một ngày để cùng với Thư Cừ Nam Thành để đến tế lễ thần thánh tại Lan Môn sơn (蘭門山, gần Trương Dịch), song lại vu cáo thông qua quan Hứa Hàm (許咸) rằng Thư Cừ Nam Thành đã chuẩn bị nổi loạn và sẽ khởi sự vào ngày đi tế lễ trên núi. Khi Thư Cừ Nam Thành thỉnh cầu Đoàn Nghiệp được đi tế lễ, Đoàn Nghiệp đã cho bắt ông ta và lệnh cho Thư Cừ Nam Thành phải tự sát. Thư Cừ Nam Thành lúc này đã nhận ra kế hoạch của Thư Cừ Mông Tốn, ông ta đã nói với Đoàn Nghiệp rằng đó là một dấu hiệu rằng Thư Cừ Mông Tốn là quân phiến loạn và rằng Đoàn Nghiệp nên giữ mạng cho ông ta để ông ta có thể phản công khi Thư Cừ Mông Tốn làm phản. Đoàn Nghiệp tuy vậy đã không tin lời Thư Cừ Nam Thanh và cho hành quyết ông ta. Thư Cừ Mông Tốn sau đó đã lợi dụng việc Đoàn Nghiệp xử tử Thư Cừ Nam Thành để khích động dân chúng nổi dậy chống Đoàn Nghiệp, và dân chúng đã thực sự nổi dậy vì họ khá tôn kính Thư Cừ Nam Thành.
Trong một nỗ lực cuối cùng, Đoàn Nghiệp đã thả tướng Điền Ngang (田昻), người mà trước đó ông nghi ngờ phản bội và cho tống giam, giao cho Điền một đội quân để chống lại Thư Cừ Mông Tốn và Lương Trung Dong. Tuy nhiên, Điền đã nhanh chóng đầu hàng Thư Cừ Mông Tốn, và đám quân còn lại của Đoàn Nghiệp đã sụp đổ. Trương Dịch thất thủ, và bất chấp lời cầu xin của Đoàn Nghiệp, Thư Cừ Mông Tốn vẫn xử tử ông và lên ngôi.